# (52872) Ocyrhoé
Pour les articles homonymes, voir Ocyrhoé.
(55576) Ocyrhoé, désignation internationale (55576) Okyrhoe, est un centaure de magnitude absolue 10,8.

## Orbite
L'orbite de Ocyrhoé est instable, à cause de l'influence des planètes géantes qu'il croise. Il pourrait être expulsé de son orbite actuelle d'ici à 670 000 années.

## Sublimation
En 2008, Ocyrhoé est passé à son périhélie, d'importantes variations de magnitude ont été observées, ce qui pourrait révéler une sublimation partielle de l'objet.

## Nom
Okyrhoe, francisé en Ocyrhoé, était la fille du centaure Chiron et de Chariclo, elle fut condamnée à devenir jument à cause de ses révélations sur l'humanité. Elle est également connue sous le nom de Mélanippe, Hippe ou Évippe.